# Championnat d'Europe de beach soccer 2023
Navigation
2022 2024
Le Championnat d'Europe de beach soccer 2023 plus connu sous le nom d'Euro Beach Soccer League 2023, est la 26e édition du Championnat d'Europe de beach soccer organisé par la Beach Soccer Worldwide. Il se déroule du 19 au 24 septembre 2023 à Alghero en Italie.
Cette saison, les équipes en compétition continuent de participer à deux divisions : le niveau supérieur (Division A) et le niveau inférieur (Division B).
 Comme prévu la saison dernière, la Division A est passée cette année de 12 à 16 équipes (dont un membre suspendu).
 La division B accueille huit nations : celles qui n'ont pas obtenu de promotion la saison dernière et les équipes de retour après une absence de compétition ces dernières années.
L'Équipe de Suisse remet son titre en jeu.

## Lieu de la compétition
| Plage   | Lido di Alghero |
| ------- | --------------- |
|         | \| Alghero \|   |
| Alghero |                 |

## Superfinale - Division A

### Équipes engagées
Sur les 16 nations de la Division A : une nation est actuellement suspendue tandis que deux se sont retirées et ont été remplacées, ce qui donne un total de 15 équipes participantes comme suit :
- Portugal,
- Russie[N 1],
- Espagne,
- Suisse,
- Italie,
- Ukraine, remplacé par le  Danemark[N 2]
- Biélorussie,
- Azerbaïdjan,
- France,
- Allemagne,
- Moldavie P,
- Pologne,
- Turquie P,
- Estonie,
- Grèce P,
- Kazakhstan P, remplacé par la  Roumanie[N 3].

Notes:
1. ↑  Conformément aux sanctions de la FIFA et l'UEFA, l'équipe de Russie est suspendue de la compétition.
2. ↑  L'équipe d'Ukraine a décidé de se retirer et, elle est remplacée par le Danemark.
3. ↑  L'équipe du Kazakhstan a décidé de se retirer et, elle est remplacée par la Roumanie.

P : équipes promues de la Division B lors de la saison 2022

### Phase de groupes

#### Groupe A
| Rang | Équipe      | J | G | G+ | GP | P | Bp | Bc | +/- | Pts | Qualification         |
| ---- | ----------- | - | - | -- | -- | - | -- | -- | --- | --- | --------------------- |
| 1    | Italie      | 3 | 3 | 0  | 0  | 0 | 17 | 6  | +11 | 9   | Phase finale          |
| 2    | Biélorussie | 3 | 2 | 0  | 0  | 1 | 18 | 7  | +11 | 6   | Phase finale          |
| 3    | Moldavie    | 3 | 1 | 0  | 0  | 2 | 8  | 20 | -12 | 3   | Barrage de relégation |
| 4    | Grèce       | 3 | 0 | 0  | 0  | 3 | 7  | 17 | -10 | 0   | Barrage de relégation |

| Date              | Équipe 1    | Résultat | Équipe 2    |
| ----------------- | ----------- | -------- | ----------- |
| 19 septembre 2023 | Biélorussie | 9 - 1    | Moldavie    |
| 19 septembre 2023 | Grèce       | 2 - 5    | Italie      |
| 20 septembre 2023 | Biélorussie | 7 - 2    | Grèce       |
| 20 septembre 2023 | Italie      | 8 - 2    | Moldavie    |
| 21 septembre 2023 | Moldavie    | 5 - 3    | Grèce       |
| 21 septembre 2023 | Italie      | 4 - 2    | Biélorussie |

#### Groupe B
| Rang | Équipe      | J | G | G+ | GP | P | Bp | Bc | +/- | Pts | Qualification         |
| ---- | ----------- | - | - | -- | -- | - | -- | -- | --- | --- | --------------------- |
| 1    | Suisse      | 3 | 2 | 0  | 0  | 1 | 20 | 17 | +3  | 6   | Phase finale          |
| 2    | Roumanie    | 3 | 2 | 0  | 0  | 1 | 11 | 13 | -2  | 6   | Phase finale          |
| 3    | Turquie     | 3 | 1 | 0  | 0  | 2 | 15 | 13 | +2  | 3   | Match de classement   |
| 4    | Azerbaïdjan | 3 | 0 | 0  | 1  | 0 | 14 | 17 | -3  | 1   | Barrage de relégation |

| Date              | Équipe 1    | Résultat        | Équipe 2    |
| ----------------- | ----------- | --------------- | ----------- |
| 19 septembre 2023 | Azerbaïdjan | 5 - 5 3 - 1 tab | Turquie     |
| 19 septembre 2023 | Roumanie    | 3 - 8           | Suisse      |
| 20 septembre 2023 | Azerbaïdjan | 2 - 4           | Roumanie    |
| 20 septembre 2023 | Suisse      | 4 - 7           | Turquie     |
| 21 septembre 2023 | Suisse      | 8 - 7           | Azerbaïdjan |
| 21 septembre 2023 | Turquie     | 3 - 4           | Roumanie    |

#### Groupe C
| Rang | Équipe   | J | G | G+ | GP | P | Bp | Bc | +/- | Pts | Qualification         |
| ---- | -------- | - | - | -- | -- | - | -- | -- | --- | --- | --------------------- |
| 1    | Portugal | 3 | 2 | 1  | 0  | 0 | 22 | 11 | +11 | 8   | Phase finale          |
| 2    | Danemark | 3 | 0 | 0  | 2  | 1 | 9  | 15 | -6  | 2   | Phase finale          |
| 3    | Estonie  | 3 | 0 | 1  | 0  | 2 | 13 | 13 | 0   | 2   | Match de classement   |
| 4    | France   | 3 | 0 | 0  | 0  | 3 | 8  | 13 | -5  | 0   | Barrage de relégation |

| Date              | Équipe 1 | Résultat        | Équipe 2 |
| ----------------- | -------- | --------------- | -------- |
| 19 septembre 2023 | France   | 4 - 5 ap        | Estonie  |
| 19 septembre 2023 | Danemark | 4 - 10          | Portugal |
| 20 septembre 2023 | Portugal | 6 - 5 ap        | Estonie  |
| 20 septembre 2023 | France   | 2 - 2 3 - 5 tab | Danemark |
| 21 septembre 2023 | Estonie  | 3 - 3 4 - 5 tab | Danemark |
| 21 septembre 2023 | Portugal | 6 - 2           | France   |

#### Groupe D
| Rang | Équipe    | J | G | G+ | GP | P | Bp | Bc | +/- | Pts | Qualification       |
| ---- | --------- | - | - | -- | -- | - | -- | -- | --- | --- | ------------------- |
| 1    | Espagne   | 2 | 2 | 0  | 0  | 0 | 11 | 4  | +7  | 6   | Phase finale        |
| 2    | Allemagne | 2 | 1 | 0  | 0  | 1 | 5  | 9  | -4  | 3   | Phase finale        |
| 3    | Pologne   | 2 | 0 | 0  | 0  | 2 | 6  | 9  | -3  | 0   | Match de classement |

| Date              | Équipe 1 | Résultat | Équipe 2  |
| ----------------- | -------- | -------- | --------- |
| 19 septembre 2023 | Espagne  | 6 - 1    | Allemagne |
| 20 septembre 2023 | Pologne  | 3 - 4    | Allemagne |
| 21 septembre 2023 | Espagne  | 5 - 3    | Pologne   |

### Barrage de relégation
Les équipes terminant la phase de groupes à la quatrième place, ainsi que l'équipe classée troisième la moins performante, se qualifieront pour les barrages de relégation, qui seront disputés dans un format de tournoi à la ronde.
Les deux dernières équipes seront reléguées en Division B.
| Rang | Équipe      | J | G | G+ | GP | P | Bp | Bc | +/- | Pts | Qualification            |
| ---- | ----------- | - | - | -- | -- | - | -- | -- | --- | --- | ------------------------ |
| 1    | France      | 3 | 2 | 0  | 0  | 0 | 14 | 8  | +6  | 6   |                          |
| 2    | Moldavie    | 3 | 1 | 0  | 1  | 1 | 9  | 8  | +1  | 4   |                          |
| 3    | Azerbaïdjan | 3 | 1 | 0  | 0  | 2 | 13 | 16 | -3  | 3   | Relégation en Division B |
| 4    | Grèce       | 3 | 0 | 0  | 1  | 2 | 7  | 11 | -4  | 1   | Relégation en Division B |

| Date              | Équipe 1    | Résultat        | Équipe 2    |
| ----------------- | ----------- | --------------- | ----------- |
| 22 septembre 2023 | Grèce       | 2 - 2 5 - 4 tab | Moldavie    |
| 22 septembre 2023 | Azerbaïdjan | 3 - 9           | France      |
| 23 septembre 2023 | Azerbaïdjan | 6 - 3           | Grèce       |
| 23 septembre 2023 | Moldavie    | 3 - 2           | France      |
| 24 septembre 2023 | Moldavie    | 4 - 4 4 - 1 tab | Azerbaïdjan |
| 24 septembre 2023 | France      | 3 - 2           | Grèce       |

### Match de classement
Les trois meilleures équipes classées troisièmes de la phase de groupes s'affronteront de la 9e à la 11e place dans un format de tournoi à la ronde.
| Rang | Équipe  | J | G | G+ | GP | P | Bp | Bc | +/- | Pts |
| ---- | ------- | - | - | -- | -- | - | -- | -- | --- | --- |
| 1    | Pologne | 2 | 2 | 0  | 0  | 0 | 8  | 4  | +4  | 6   |
| 2    | Estonie | 2 | 1 | 0  | 0  | 1 | 9  | 11 | -2  | 3   |
| 3    | Turquie | 2 | 0 | 0  | 0  | 2 | 6  | 8  | -2  | 0   |

| Date              | Équipe 1 | Résultat | Équipe 2 |
| ----------------- | -------- | -------- | -------- |
| 22 septembre 2023 | Turquie  | 1 - 2    | Pologne  |
| 23 septembre 2023 | Estonie  | 3 - 6    | Pologne  |
| 24 septembre 2023 | Turquie  | 5 - 6    | Estonie  |

### Phase finale
|  | Quarts de finale  | Quarts de finale  | Quarts de finale  | Quarts de finale  |             |             | Demi-finales      | Demi-finales      | Demi-finales                  | Demi-finales                  |                               |                               | Finale            | Finale            | Finale            | Finale            |
|  |                   |                   |                   |                   |             |             |                   |                   |                               |                               |                               |                               |                   |                   |                   |                   |
|  | 22 septembre 2023 | 22 septembre 2023 | 22 septembre 2023 | 22 septembre 2023 |             |             | 23 septembre 2023 | 23 septembre 2023 | 23 septembre 2023             | 23 septembre 2023             |                               |                               | 24 septembre 2023 | 24 septembre 2023 | 24 septembre 2023 | 24 septembre 2023 |
|  | 22 septembre 2023 | 22 septembre 2023 | 22 septembre 2023 | 22 septembre 2023 |             |             | 23 septembre 2023 | 23 septembre 2023 | 23 septembre 2023             | 23 septembre 2023             |                               |                               | 24 septembre 2023 | 24 septembre 2023 | 24 septembre 2023 | 24 septembre 2023 |
|  | Suisse            | Suisse            | 3                 | 3                 |             |             | 23 septembre 2023 | 23 septembre 2023 | 23 septembre 2023             | 23 septembre 2023             |                               |                               | 24 septembre 2023 | 24 septembre 2023 | 24 septembre 2023 | 24 septembre 2023 |
|  | Suisse            | Suisse            | 3                 | 3                 |             |             | 23 septembre 2023 | 23 septembre 2023 | 23 septembre 2023             | 23 septembre 2023             |                               |                               | 24 septembre 2023 | 24 septembre 2023 | 24 septembre 2023 | 24 septembre 2023 |
|  | Biélorussie       | Biélorussie       | 4                 | 4                 |             |             | 23 septembre 2023 | 23 septembre 2023 | 23 septembre 2023             | 23 septembre 2023             |                               |                               | 24 septembre 2023 | 24 septembre 2023 | 24 septembre 2023 | 24 septembre 2023 |
|  | Biélorussie       | Biélorussie       | 4                 | 4                 | Biélorussie | Biélorussie | 2                 | 2                 |                               |                               |                               |                               | 24 septembre 2023 | 24 septembre 2023 | 24 septembre 2023 | 24 septembre 2023 |
|  | 22 septembre 2023 |                   |                   |                   | Biélorussie | Biélorussie | 2                 | 2                 |                               |                               |                               |                               | 24 septembre 2023 | 24 septembre 2023 | 24 septembre 2023 | 24 septembre 2023 |
|  |                   |                   | Espagne           | Espagne           | 4           | 4           |                   |                   |                               |                               |                               |                               | 24 septembre 2023 | 24 septembre 2023 | 24 septembre 2023 | 24 septembre 2023 |
|  | Espagne           | Espagne           | Espagne           | Espagne           | 4           | 4           | 9                 | 9                 |                               |                               |                               |                               | 24 septembre 2023 | 24 septembre 2023 | 24 septembre 2023 | 24 septembre 2023 |
|  | Espagne           | Espagne           | 23 septembre 2023 |                   |             |             | 9                 | 9                 |                               |                               |                               |                               | 24 septembre 2023 | 24 septembre 2023 | 24 septembre 2023 | 24 septembre 2023 |
|  | Danemark          | Danemark          | 5                 | 5                 |             |             |                   |                   |                               |                               |                               |                               | 24 septembre 2023 | 24 septembre 2023 | 24 septembre 2023 | 24 septembre 2023 |
|  | Danemark          | Danemark          | 5                 | 5                 | Espagne     | Espagne     | 4                 | 4                 |                               |                               |                               |                               |                   |                   |                   |                   |
|  | 22 septembre 2023 |                   |                   |                   | Espagne     | Espagne     | 4                 | 4                 |                               |                               |                               |                               |                   |                   |                   |                   |
|  |                   |                   | Italie            | Italie            | 5           | 5           |                   |                   |                               |                               |                               |                               |                   |                   |                   |                   |
|  | Italie            | Italie            | Italie            | Italie            | 5           | 5           | 8                 | 8                 |                               |                               |                               |                               |                   |                   |                   |                   |
|  | Italie            | Italie            |                   |                   |             |             |                   |                   |                               |                               |                               |                               |                   |                   |                   |                   |
|  | Roumanie          | Roumanie          | 2                 | 2                 |             |             |                   |                   |                               |                               |                               |                               |                   |                   |                   |                   |
|  | Roumanie          | Roumanie          | 2                 | 2                 | Italie      | Italie      | 2                 | 2                 | Match pour la troisième place | Match pour la troisième place | Match pour la troisième place | Match pour la troisième place |                   |                   |                   |                   |
|  | 22 septembre 2023 |                   |                   |                   | Italie      | Italie      | 2                 | 2                 | Match pour la troisième place | Match pour la troisième place | Match pour la troisième place | Match pour la troisième place |                   |                   |                   |                   |
|  |                   |                   | Portugal          | Portugal          | 1           | 1           |                   |                   | 24 septembre 2023             | 24 septembre 2023             | 24 septembre 2023             | 24 septembre 2023             |                   |                   |                   |                   |
|  | Portugal          | Portugal          | Portugal          | Portugal          | 1           | 1           | 8                 | 8                 | 24 septembre 2023             | 24 septembre 2023             | 24 septembre 2023             | 24 septembre 2023             |                   |                   |                   |                   |
|  | Portugal          | Portugal          |                   |                   |             |             |                   | 8                 |                               |                               | Biélorussie                   | Biélorussie                   | 6                 | 6                 |                   |                   |
|  | Allemagne         | Allemagne         | 2                 | 2                 |             |             |                   |                   |                               |                               | Biélorussie                   | Biélorussie                   | 6                 | 6                 |                   |                   |
|  | Allemagne         | Allemagne         | 2                 | 2                 | Portugal    | Portugal    | 5                 | 5                 |                               |                               |                               |                               |                   |                   |                   |                   |
|  |                   |                   |                   |                   |             |             |                   |                   |                               |                               |                               |                               |                   |                   |                   |                   |

#### Match de classement
|  | Match pour la 5e-8e place | Match pour la 5e-8e place | Match pour la 5e-8e place | Match pour la 5e-8e place |                        |        | Match pour la 5e place | Match pour la 5e place | Match pour la 5e place | Match pour la 5e place |
|  |                           |                           |                           |                           |                        |        |                        |                        |                        |                        |
|  | 23 septembre 2023         | 23 septembre 2023         | 23 septembre 2023         | 23 septembre 2023         |                        |        | 24 septembre 2023      | 24 septembre 2023      | 24 septembre 2023      | 24 septembre 2023      |
|  | Suisse                    | Suisse                    | 7                         | 7                         |                        |        | 24 septembre 2023      | 24 septembre 2023      | 24 septembre 2023      | 24 septembre 2023      |
|  | Suisse                    | Suisse                    | 7                         | 7                         |                        |        | 24 septembre 2023      | 24 septembre 2023      | 24 septembre 2023      | 24 septembre 2023      |
|  | Danemark                  | Danemark                  | 5                         | 5                         |                        |        | 24 septembre 2023      | 24 septembre 2023      | 24 septembre 2023      | 24 septembre 2023      |
|  | Danemark                  | Danemark                  | 5                         | 5                         | Suisse                 | Suisse | 8                      | 8                      |                        |                        |
|  | 23 septembre 2023         |                           |                           |                           | Suisse                 | Suisse | 8                      | 8                      |                        |                        |
|  |                           |                           | Roumanie                  | Roumanie                  | 6                      | 6      |                        |                        |                        |                        |
|  | Roumanie                  | Roumanie                  | Roumanie                  | Roumanie                  | 6                      | 6      | 4                      | 4                      |                        |                        |
|  | Roumanie                  | Roumanie                  |                           |                           |                        |        |                        | 4                      |                        |                        |
|  | Allemagne                 | Allemagne                 | 2                         | 2                         |                        |        |                        |                        |                        |                        |
|  | Allemagne                 | Allemagne                 | 2                         | 2                         | Match pour la 7e place |        |                        |                        |                        |                        |
|  |                           |                           |                           |                           |                        |        |                        |                        |                        |                        |
|  | 24 septembre 2023         |                           |                           |                           |                        |        |                        |                        |                        |                        |
|  | Danemark                  | Danemark                  | 5                         | 5                         |                        |        |                        |                        |                        |                        |
|  | Danemark                  | Danemark                  | 5                         | 5                         |                        |        |                        |                        |                        |                        |
|  | Allemagne                 | Allemagne                 | 6                         | 6                         |                        |        |                        |                        |                        |                        |
|  | Allemagne                 | Allemagne                 | 6                         | 6                         |                        |        |                        |                        |                        |                        |

#### Quarts de finale
| 22 septembre 2023 | Espagne | 9 - 5 | Danemark |  |  |
|                   |         |       |          |  |  |

| 22 septembre 2023 | Suisse | 3 - 4 | Biélorussie |  |  |
|                   |        |       |             |  |  |

| 22 septembre 2023 | Portugal | 8 - 2 | Allemagne |  |  |
|                   |          |       |           |  |  |

| 22 septembre 2023 | Italie | 8 - 2 | Roumanie |  |  |
|                   |        |       |          |  |  |

#### Demi-finales
| 23 septembre 2023 | Biélorussie | 2 - 4 | Espagne |  |  |
|                   |             |       |         |  |  |

| 23 septembre 2023 | Italie | 2 - 1 | Portugal |  |  |
|                   |        |       |          |  |  |

#### Match pour la troisième place
| 24 septembre 2023 | Portugal | 5 - 6 | Biélorussie |  |  |
|                   |          |       |             |  |  |

#### Finale
| 24 septembre 2023 | Italie | 5 - 4 | Espagne |  |  |
|                   |        |       |         |  |  |

## Finale de promotion - Division B

### Équipes engagées
Les huit équipes suivantes sont entrées en Division B cette saison:
- Lituanie,
- Norvège,
- Tchéquie,
- Suède,
- Angleterre,
- Malte,
- Slovaquie,
- Géorgie.

### Phase de groupes

#### Groupe A
| Rang | Équipe     | J | G | G+ | GP | P | Bp | Bc | +/- | Pts | Qualification        |
| ---- | ---------- | - | - | -- | -- | - | -- | -- | --- | --- | -------------------- |
| 1    | Lituanie   | 3 | 2 | 0  | 1  | 0 | 13 | 7  | +6  | 7   | Phase finale         |
| 2    | Tchéquie   | 3 | 2 | 0  | 0  | 1 | 17 | 8  | +9  | 6   | Phase finale         |
| 3    | Angleterre | 3 | 1 | 0  | 0  | 2 | 13 | 12 | +1  | 3   | Matchs de classement |
| 4    | Slovaquie  | 3 | 0 | 0  | 0  | 3 | 5  | 21 | -16 | 0   | Matchs de classement |

| Date              | Équipe 1   | Résultat        | Équipe 2   |
| ----------------- | ---------- | --------------- | ---------- |
| 20 septembre 2023 | Slovaquie  | 3 - 8           | Angleterre |
| 20 septembre 2023 | Lituanie   | 4 - 4 3 - 1 tab | Tchéquie   |
| 21 septembre 2023 | Lituanie   | 5 - 1           | Slovaquie  |
| 21 septembre 2023 | Angleterre | 3 - 5           | Tchéquie   |
| 22 septembre 2023 | Angleterre | 2 - 4           | Lituanie   |
| 22 septembre 2023 | Tchéquie   | 8 - 1           | Slovaquie  |

#### Groupe B
| Rang | Équipe  | J | G | G+ | GP | P | Bp | Bc | +/- | Pts | Qualification        |
| ---- | ------- | - | - | -- | -- | - | -- | -- | --- | --- | -------------------- |
| 1    | Norvège | 3 | 3 | 0  | 0  | 0 | 18 | 10 | +8  | 9   | Phase finale         |
| 2    | Géorgie | 3 | 2 | 0  | 0  | 1 | 17 | 9  | +8  | 6   | Phase finale         |
| 3    | Suède   | 3 | 1 | 0  | 0  | 2 | 11 | 13 | -2  | 3   | Matchs de classement |
| 4    | Malte   | 3 | 0 | 0  | 0  | 3 | 6  | 20 | -14 | 0   | Matchs de classement |

| Date              | Équipe 1 | Résultat | Équipe 2 |
| ----------------- | -------- | -------- | -------- |
| 20 septembre 2023 | Géorgie  | 7 - 1    | Malte    |
| 20 septembre 2023 | Suède    | 3 - 5    | Norvège  |
| 21 septembre 2023 | Norvège  | 8 - 4    | Malte    |
| 21 septembre 2023 | Géorgie  | 7 - 3    | Suède    |
| 22 septembre 2023 | Malte    | 1 - 5    | Suède    |
| 22 septembre 2023 | Norvège  | 5 - 3    | Géorgie  |

### Matchs de classement
|  | Match pour la 5e-8e place | Match pour la 5e-8e place | Match pour la 5e-8e place | Match pour la 5e-8e place |                        |           | Match pour la 5e place | Match pour la 5e place | Match pour la 5e place | Match pour la 5e place |
|  |                           |                           |                           |                           |                        |           |                        |                        |                        |                        |
|  | 23 septembre 2023         | 23 septembre 2023         | 23 septembre 2023         | 23 septembre 2023         |                        |           | 24 septembre 2023      | 24 septembre 2023      | 24 septembre 2023      | 24 septembre 2023      |
|  | Suède                     | Suède                     | 3                         | 3                         |                        |           | 24 septembre 2023      | 24 septembre 2023      | 24 septembre 2023      | 24 septembre 2023      |
|  | Suède                     | Suède                     | 3                         | 3                         |                        |           | 24 septembre 2023      | 24 septembre 2023      | 24 septembre 2023      | 24 septembre 2023      |
|  | Slovaquie                 | Slovaquie                 | 4                         | 4                         |                        |           | 24 septembre 2023      | 24 septembre 2023      | 24 septembre 2023      | 24 septembre 2023      |
|  | Slovaquie                 | Slovaquie                 | 4                         | 4                         | Slovaquie              | Slovaquie | 1                      | 1                      |                        |                        |
|  | 23 septembre 2023         |                           |                           |                           | Slovaquie              | Slovaquie | 1                      | 1                      |                        |                        |
|  |                           |                           | Angleterre                | Angleterre                | 4                      | 4         |                        |                        |                        |                        |
|  | Angleterre                | Angleterre                | Angleterre                | Angleterre                | 4                      | 4         | 11                     | 11                     |                        |                        |
|  | Angleterre                | Angleterre                |                           |                           |                        |           |                        | 11                     |                        |                        |
|  | Malte                     | Malte                     | 0                         | 0                         |                        |           |                        |                        |                        |                        |
|  | Malte                     | Malte                     | 0                         | 0                         | Match pour la 7e place |           |                        |                        |                        |                        |
|  |                           |                           |                           |                           |                        |           |                        |                        |                        |                        |
|  | 24 septembre 2023         |                           |                           |                           |                        |           |                        |                        |                        |                        |
|  | Suède                     | Suède                     | 5                         | 5                         |                        |           |                        |                        |                        |                        |
|  | Suède                     | Suède                     | 5                         | 5                         |                        |           |                        |                        |                        |                        |
|  | Malte                     | Malte                     | 3                         | 3                         |                        |           |                        |                        |                        |                        |
|  | Malte                     | Malte                     | 3                         | 3                         |                        |           |                        |                        |                        |                        |

### Phase finale
|  | Demi-finales      | Demi-finales      | Demi-finales      | Demi-finales      |                               |          | Finale            | Finale            | Finale            | Finale            |
|  |                   |                   |                   |                   |                               |          |                   |                   |                   |                   |
|  | 23 septembre 2023 | 23 septembre 2023 | 23 septembre 2023 | 23 septembre 2023 |                               |          | 24 septembre 2023 | 24 septembre 2023 | 24 septembre 2023 | 24 septembre 2023 |
|  | Lituanie          | Lituanie          | 5                 | 5                 |                               |          | 24 septembre 2023 | 24 septembre 2023 | 24 septembre 2023 | 24 septembre 2023 |
|  | Lituanie          | Lituanie          | 5                 | 5                 |                               |          | 24 septembre 2023 | 24 septembre 2023 | 24 septembre 2023 | 24 septembre 2023 |
|  | Géorgie           | Géorgie           | 2                 | 2                 |                               |          | 24 septembre 2023 | 24 septembre 2023 | 24 septembre 2023 | 24 septembre 2023 |
|  | Géorgie           | Géorgie           | 2                 | 2                 | Lituanie                      | Lituanie | 3                 | 3                 |                   |                   |
|  | 23 septembre 2023 |                   |                   |                   | Lituanie                      | Lituanie | 3                 | 3                 |                   |                   |
|  |                   |                   | Tchéquie          | Tchéquie          | 2                             | 2        |                   |                   |                   |                   |
|  | Norvège           | Norvège           | Tchéquie          | Tchéquie          | 2                             | 2        | 4                 | 4                 |                   |                   |
|  | Norvège           | Norvège           |                   |                   |                               |          |                   | 4                 |                   |                   |
|  | Tchéquie          | Tchéquie          | 6                 | 6                 |                               |          |                   |                   |                   |                   |
|  | Tchéquie          | Tchéquie          | 6                 | 6                 | Match pour la troisième place |          |                   |                   |                   |                   |
|  |                   |                   |                   |                   |                               |          |                   |                   |                   |                   |
|  | 24 septembre 2023 |                   |                   |                   |                               |          |                   |                   |                   |                   |
|  | Géorgie           | Géorgie           | 3                 | 3                 |                               |          |                   |                   |                   |                   |
|  | Géorgie           | Géorgie           | 3                 | 3                 |                               |          |                   |                   |                   |                   |
|  | Norvège           | Norvège           | 2                 | 2                 |                               |          |                   |                   |                   |                   |
|  | Norvège           | Norvège           | 2                 | 2                 |                               |          |                   |                   |                   |                   |

#### Demi-finales
| 23 septembre 2023 | Lituanie | 5 - 2 | Géorgie |  |  |
|                   |          |       |         |  |  |

| 23 septembre 2023 | Norvège | 4 - 6 | Tchéquie |  |  |
|                   |         |       |          |  |  |

#### Match pour la troisième place
| 24 septembre 2023 | Géorgie | 3 - 2 | Norvège |  |  |
|                   |         |       |         |  |  |

#### Finale
| 24 septembre 2023 | Lituanie | 3 - 2 | Tchéquie |  |  |
|                   |          |       |          |  |  |

## Classement général
Légende des classements
- Vainqueur
- Finaliste
- Vainqueur du match pour la 3e place
- Quatrième
- Promotion en Division A
- Maintien dans sa division
- Relégation en Division B

| Médaille d'or, Europe      | Italie      |  |  |  |  |  |  |  |  |  |  |
| Médaille d'argent, Europe  | Espagne     |  |  |  |  |  |  |  |  |  |  |
| Médaille de bronze, Europe | Biélorussie |  |  |  |  |  |  |  |  |  |  |
| 4e                         | Portugal    |  |  |  |  |  |  |  |  |  |  |
|                            |             |  |  |  |  |  |  |  |  |  |  |
| 5e                         | Suisse      |  |  |  |  |  |  |  |  |  |  |
| 6e                         | Roumanie    |  |  |  |  |  |  |  |  |  |  |
| 7e                         | Allemagne   |  |  |  |  |  |  |  |  |  |  |
| 8e                         | Danemark    |  |  |  |  |  |  |  |  |  |  |
|                            |             |  |  |  |  |  |  |  |  |  |  |
| 9e                         | Pologne     |  |  |  |  |  |  |  |  |  |  |
| 10e                        | Estonie     |  |  |  |  |  |  |  |  |  |  |
| 11e                        | Turquie     |  |  |  |  |  |  |  |  |  |  |
|                            |             |  |  |  |  |  |  |  |  |  |  |
| 12e                        | France      |  |  |  |  |  |  |  |  |  |  |
| 13e                        | Moldavie    |  |  |  |  |  |  |  |  |  |  |
| 14e                        | Azerbaïdjan |  |  |  |  |  |  |  |  |  |  |
| 15e                        | Grèce       |  |  |  |  |  |  |  |  |  |  |

| Division B | Division B |
| Rang       | Nation     |
| ---------- | ---------- |
| 1re        | Lituanie   |
| 2e         | Tchéquie   |
| 3e         | Géorgie    |
| 4e         | Norvège    |
|            |            |
| 5e         | Angleterre |
| 6e         | Slovaquie  |
| 7e         | Suède      |
| 8e         | Malte      |